# فرودگاه کالبایوگ
فرودگاه کالبایوگ (به انگلیسی: Calbayog Airport) (به زبان بومی: Paliparan ng Calbayog) یک فرودگاه همگانی مسافربری با کد یاتا CYP است که یک باند فرود بتن دارد و طول باند آن ۱۶۵۰ متر است. این فرودگاه در کشور فیلیپین قرار دارد و در ارتفاع ۴ متری از سطح دریا واقع شده‌است.

## نگارخانه

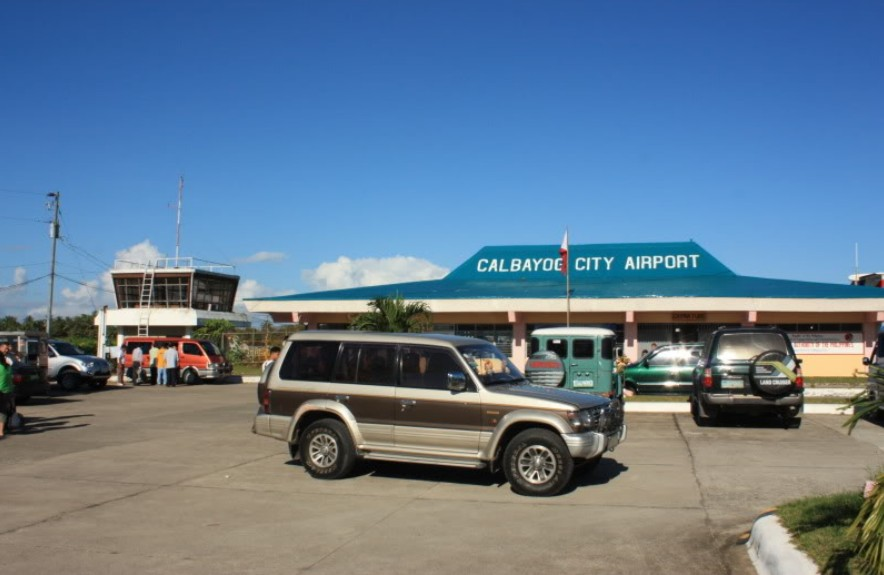
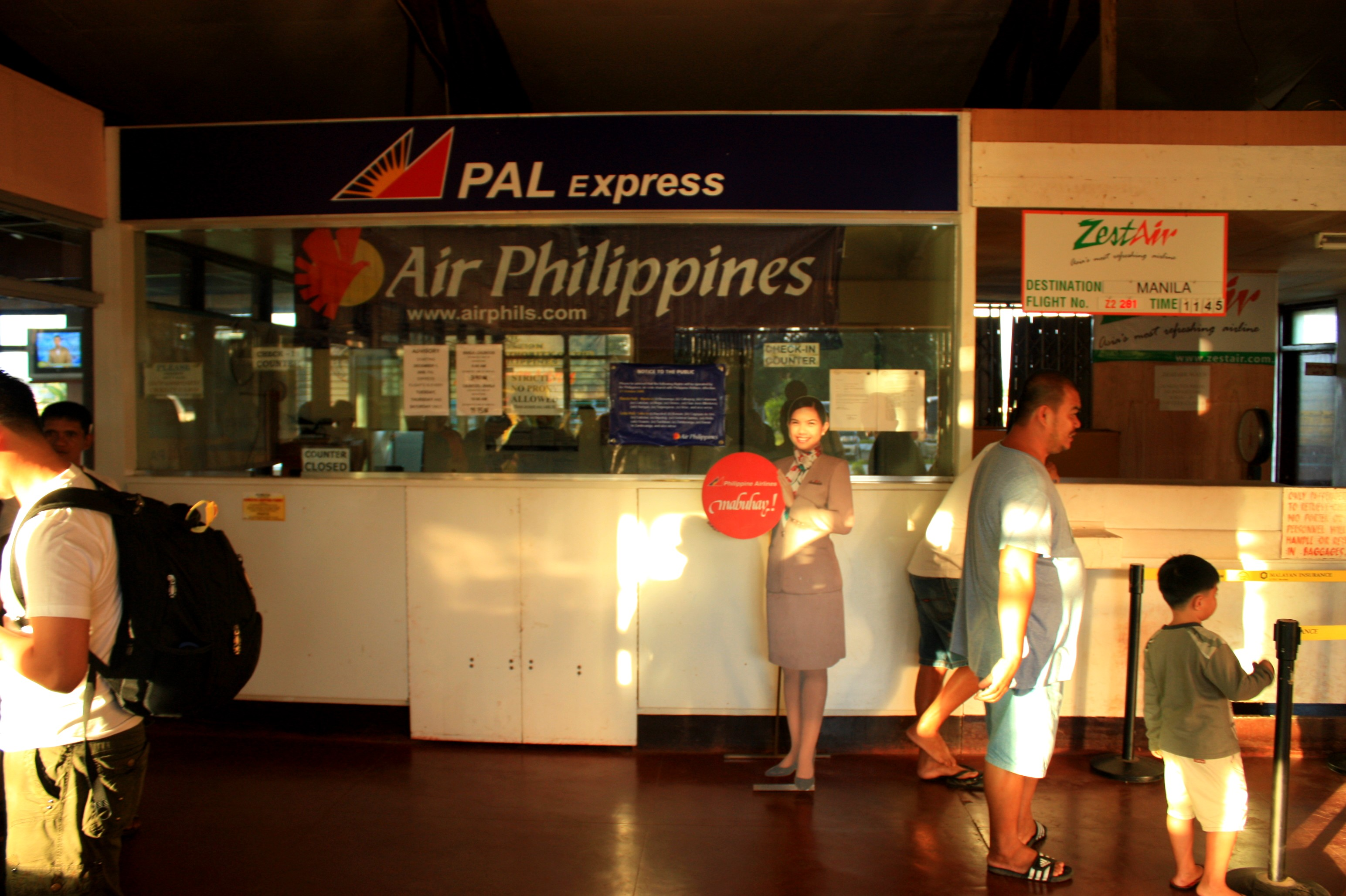
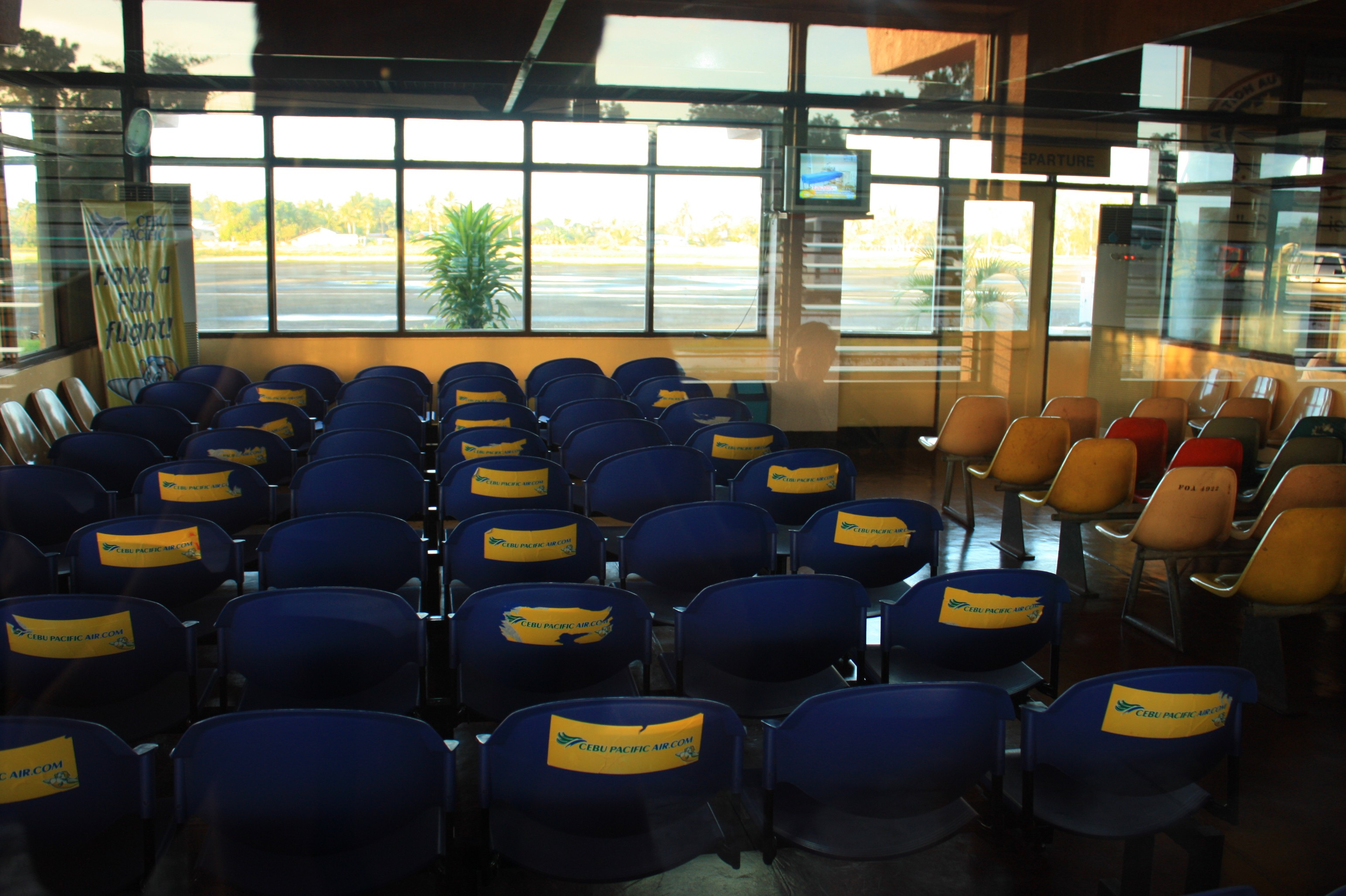
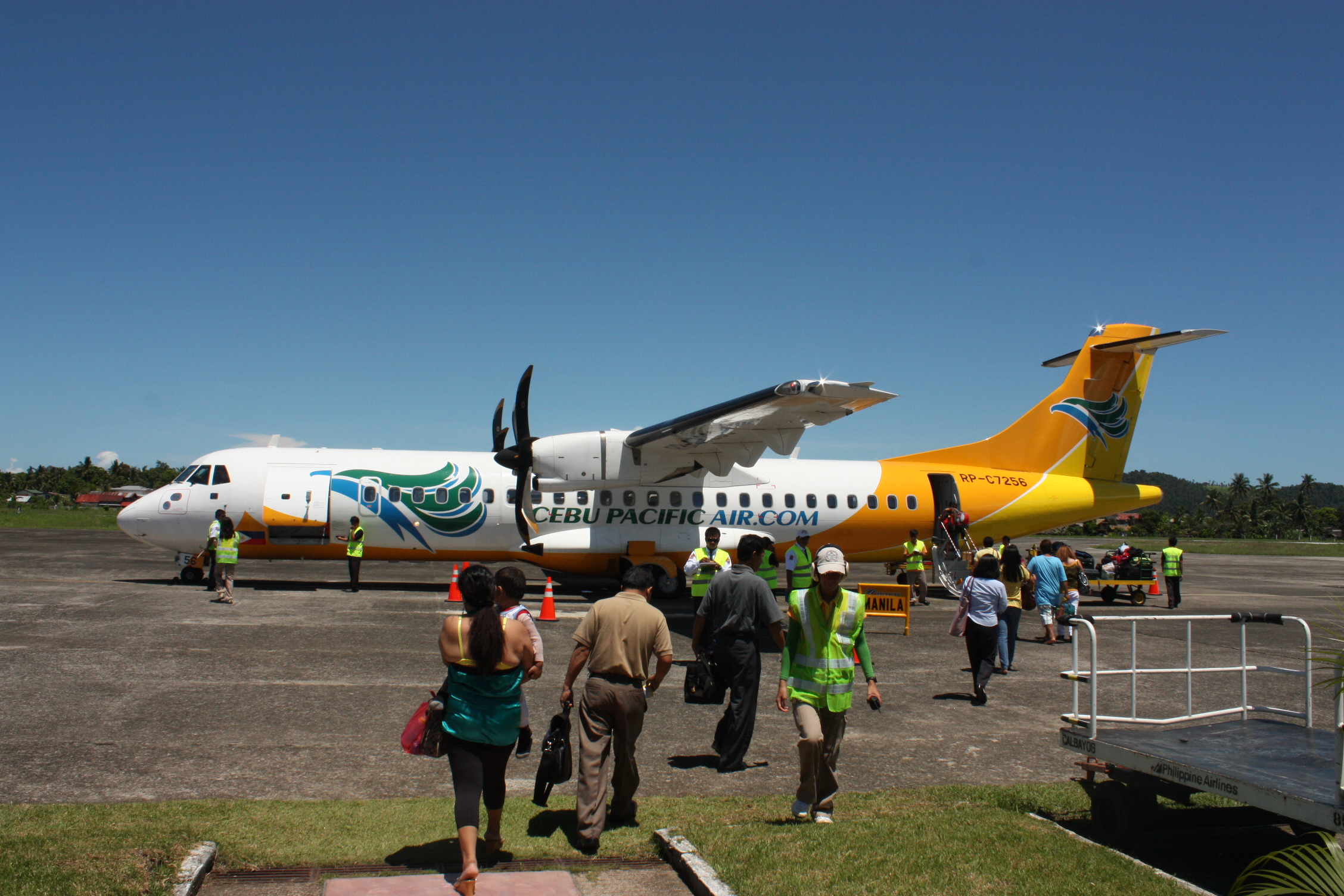
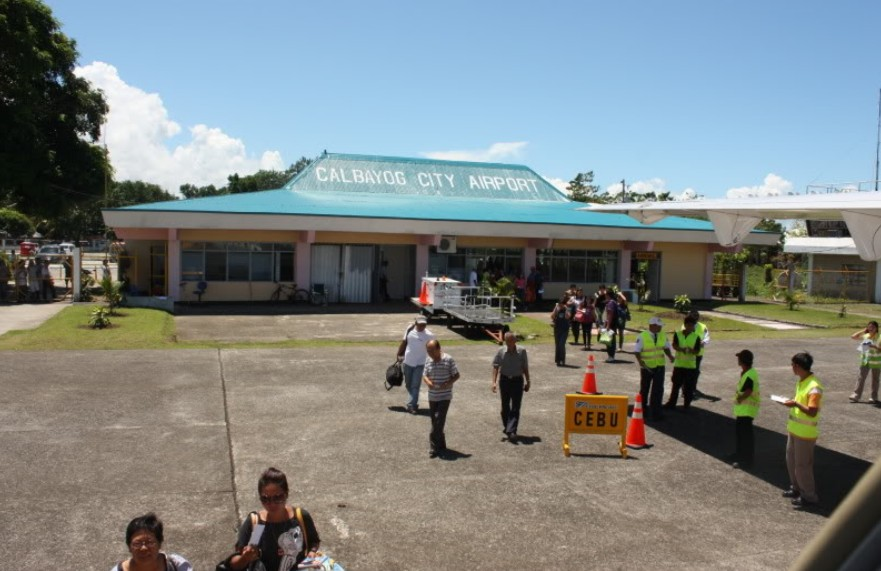
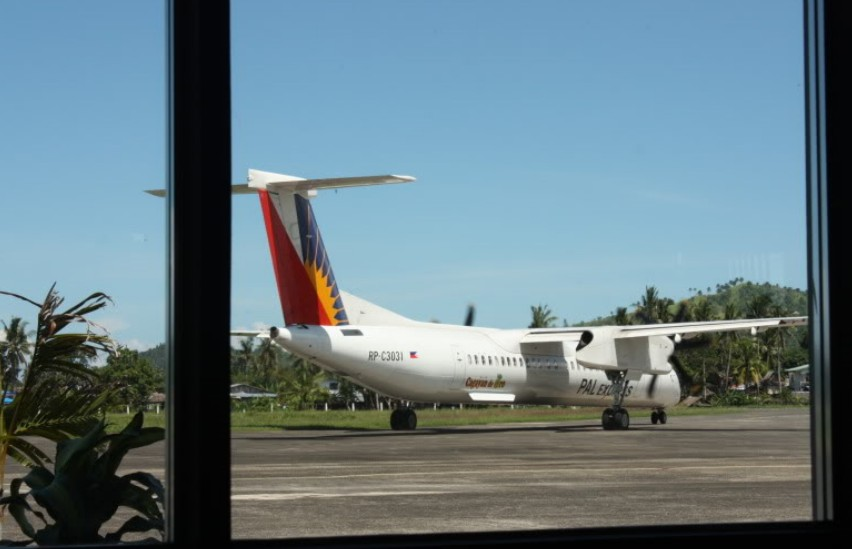

## شرکت‌های هواپیمایی و مقصدهای پروازی
| شرکت‌های هواپیمایی                      | مقصدهای پروازی |
| -------------------------------------- | -------------- |
| سبو پسیفیک اجرا توسط Cebgo             | مکتان-کبو      |
| فیلیپین ایرلاینز اجرا توسط PAL Express | نینوی آکوئینو  |